# Здравко Карадачки
Здравко Викторов Карадачки е български футболист, защитник. От 2024 играе за Септември (Симитли).
Започва кариерата си през 2002 г. в юношеския отбор на Пирин Благоевград. През 2010 преминава в отбора на Септември Симитли където прави професионалния си дебют на 17 години. През 2013 година заминава за САЩ, където играе за „Арсенал“ (Салисбъри) и в рамките на една година взема участие в 19 мача и бележи два гола.
През 2016 подписва със „Скарбъро“ СК който се състезава в Канадската сокър лига (CSL) През 2017 подписва със  Единбург Сити който се състезава във 2-ра лига в Шотландия